# 筑波大学附属大塚特別支援学校
筑波大学附属大塚特別支援学校（つくばだいがくふぞく おおつかとくべつしえんがっこう、英: Special Needs Education School for the Mentally Challenged, University of Tsukuba）は、東京都文京区春日に所在する国立特別支援学校。
筑波大学の附属学校で、国立の知的障害特別支援学校でもある。

## 概要
歴史
1908年（明治41年）に東京高等師範学校附属小学校（現・筑波大学附属小学校）に、知的障害児に特別な教育を行う単級編成の「第三部補助学級」を設置。1944年（昭和19年）には太平洋戦争で一旦休校となるが、1951年（昭和26年）には大学に特殊教育学科が設けられ、1956年（昭和31年）4月1日、東京教育大学附属中学校特殊学級（1学級）が新設される。1940年（昭和35年）4月1日、附属小第五部（2学級）、附属中学特殊学級（2学級）を母体として東京教育大学附属養護学校設立、同時に小学部・中学部で各1学級増となる。以後、高等部の設置（1962年（2学級）、1966年に1学級増設）、幼稚部の設置（1963年に5歳児1学級、1964年に2年保育課程（4歳児1学級）、特別学級設置（1970年に1学級、1学級増設）を経て、幼小中高一貫教育となる。
1978年（昭和53年）、東京教育大学の閉学に伴い筑波大学に移管され「筑波大学附属大塚養護学校」に改称。2007年（平成19年）、現校名「筑波大学附属大塚特別支援学校」に改称。創立は1960年としており、2015年（平成27年）に創立55周年を迎えた。
設置
幼稚部、小学部、中学部、高等部からなる。通学は、幼稚部・小学部が50分以内。中学部・高等部は60分以内。

## 教育
特殊教育から特別支援教育への変化、在籍するこどもの障害の重度重複化・多様化、ICF (WHO, 2001) モデルによる障害概念の進化に伴い、2010年度より「個別教育計画」と「学習内容表」を活用する新たなカリキュラム研究をスタートさせた。
本校のカリキュラムは、全体として「See（評価）−Plan（計画）−Do（実践）/Improvement（改善）」のカリキュラム運用プロセスに基づいている。
「個別教育計画」は、「個のニーズ」に基づく「プラン」、S-P-D/Iの連環からなる「プロセス」、支援体制を構築する「システム」の3つの側面に基づいて立案される。これは「発達段階」、「障害特性」、「生活年齢」の3つの視点に応じて設定したものである。
「学習内容表」は、「関係の形成と集団参加」を中核に、「生活」、「認知」、「身体・運動」、「情操」、「コミュニケーション」を並列に構成し、これら6領域から「社会生活への入り口」として「社会生活・進路学習」とつながるように構成されている。その内容の特性上、生活文脈・生活経験を重視した学習、教科特性を活かした学習、個のニーズや発達段階、障害特性を重視した学習の3つのカテゴリに分けてとらえている。

### 幼稚部
「自発的にいきいきと活動できる子ども」を教育目標としている。3歳～5歳の2学級編成であるが、各年度の実態に応じて学級編成を検討する。個別指導以外の教育活動は、すべて2学級合同で実施する。

### 小学部
全ての指導が、「領域・教科を合わせた指導」の形態で教育課程が編成されている。個々の教育的ニーズを十分考慮し、集団を活かした授業を展開している。

### 中学部
高等部卒業までの6年間で、将来の社会・文化への参加および社会的自立を目指して、計画的、段階的に学習を進めていく。

### 高等部
将来の働く生活に必要な基礎的な力を養い、社会に対する認識や自己への理解を深め、個々に応じた進路を自ら選択するように総合的・実践的な学習を行う。

## 行事
5月に運動会、11月に「大塚祭」（文化祭）が幼小中高合同で実施される。
また、1978年から続く、1月に行われるスキー合宿は中高合同で実施される。
小学部は毎年附属小との交流学習がある。中学部では筑波大学附属高校との「交流および共同学習」が2010年度より実施されている。高等部では、ここ数年筑波大学附属坂戸高校との交流会が行われている。

## 沿革
- 1908年（明治41年）- 東京高等師範学校附属小学校の第三部に知的障害児を対象とした「補助学級」が設置される。
  - 「東京高等師範学校附属小学校第三部補助学級」
- 1912年（明治45年）- 2学級編成となる。
- 1920年（大正9年）- 組織改編により補助学級は第三部から「第五部」となる。
- 1944年（昭和19年）- 太平洋戦争の激化により一時休校となる。
- 1949年（昭和24年）5月 - 東京高等師範学校を母体として、新制大学東京教育大学が発足。
- 1952年（昭和27年）9月5日 - 東京教育大学附属小学校に第五部が設置される（再開）。
- 1956年（昭和31年）4月1日 - 東京教育大学附属中学校に特殊学級が1学級設置される。
- 1959年（昭和34年）4月1日 - 附属中学校の特殊学級が1学級増設される。
- 1960年（昭和35年）
  - 4月1日 - 附属小学校第五部と附属中学校特殊学級を母体として「東京教育大学附属養護学校」（小学部・中学部）が発足。
  - 7月1日 - 開校式典を挙行。
- 1962年（昭和37年）4月1日 - 高等部（2学級）を新設。
- 1963年（昭和38年）4月1日 - 幼稚部（5歳児1学級）を新設。
- 1964年（昭和39年）
  - 4月1日 - 2年保育課程（4歳児1学級）を新設。
  - 8月 - 現在地に新校舎の一部が完成し、移転。
- 1966年（昭和41年）5月25日 - 講堂兼体育館が完成。
- 1970年（昭和45年）4月1日 - 特別学級を新設。
- 1978年（昭和53年）4月1日 - 筑波大学への移管により「筑波大学附属大塚養護学校」に改称。
- 1984年（昭和59年）- 3号館を増築。
- 1985年（昭和60年）3月9日 - 1号館と2号館を改修。
- 2004年（平成16年）4月1日 - 国立大学法人筑波大学に移管される。
- 2007年（平成19年）4月1日 - 「筑波大学附属大塚特別支援学校」（現校名）に改称。

国賓来校
- 1992年（平成4年）4月 - チェコスロバキア大統領夫妻
- 1998年（平成10年）1月 - イギリスブレア首相夫妻
- 1999年（平成11年）5月 - コロンビア大統領夫人
- 2005年（平成17年）11月 - パラグアイ大統領夫人

## 関連校
- 東京高等師範学校
- 東京教育大学
- 筑波大学
  - 小学校（1校）- 附属
  - 中学校（2校）- 附属・附属駒場
  - 高等学校（3校）- 附属・附属駒場・附属坂戸
  - 特別支援学校（5校）- 附属視覚・附属聴覚・附属桐が丘（肢体不自由）・附属大塚（知的障害）・附属久里浜（自閉症）